# Ivan Runje
Ivan Runje (født 9. oktober 1990) er en kroatisk fodboldspiller, der spiller for den polske klub Jagiellonia Białystok.
Ivan Runje dækker positionen centerforsvar. Runje er en boldspillende forsvarspiller med tekniske egenskaber frem ad banen